# Mario Curletto
Mario Curletto (Livorno, 13 de septiembre de 1935-Livorno, 22 de diciembre de 2004) fue un deportista italiano que compitió en esgrima, especialista en la modalidad de florete.
Participó en dos Juegos Olímpicos de Verano en los años 1960 y 1964, obteniendo una medalla de plata en Roma 1960 en la prueba por equipos. Ganó una medalla de bronce en el Campeonato Mundial de Esgrima de 1958.

## Palmarés internacional
| Juegos Olímpicos   | Juegos Olímpicos            | Juegos Olímpicos  | Juegos Olímpicos    |
| Año                | Lugar                       | Medalla           | Prueba              |
| ------------------ | --------------------------- | ----------------- | ------------------- |
| 1960               | Roma (Italia)               | Medalla de plata  | Florete por equipos |
| Campeonato Mundial |                             |                   |                     |
| Año                | Lugar                       | Medalla           | Prueba              |
| 1958               | Filadelfia (Estados Unidos) | Medalla de bronce | Florete por equipos |